# NGC 6364
NGC 6364 је лентикуларна галаксија у сазвежђу Херкул која се налази на NGC листи објеката дубоког неба.
Деклинација објекта је + 29° 23' 28" а ректасцензија 17h 24m 27,3s. Привидна величина (магнитуда) објекта NGC 6364 износи 13,1 а фотографска магнитуда 14,1. NGC 6364 је још познат и под ознакама UGC 10835, MCG 5-41-13, CGCG 170-27, PGC 60228.